# 百夫長

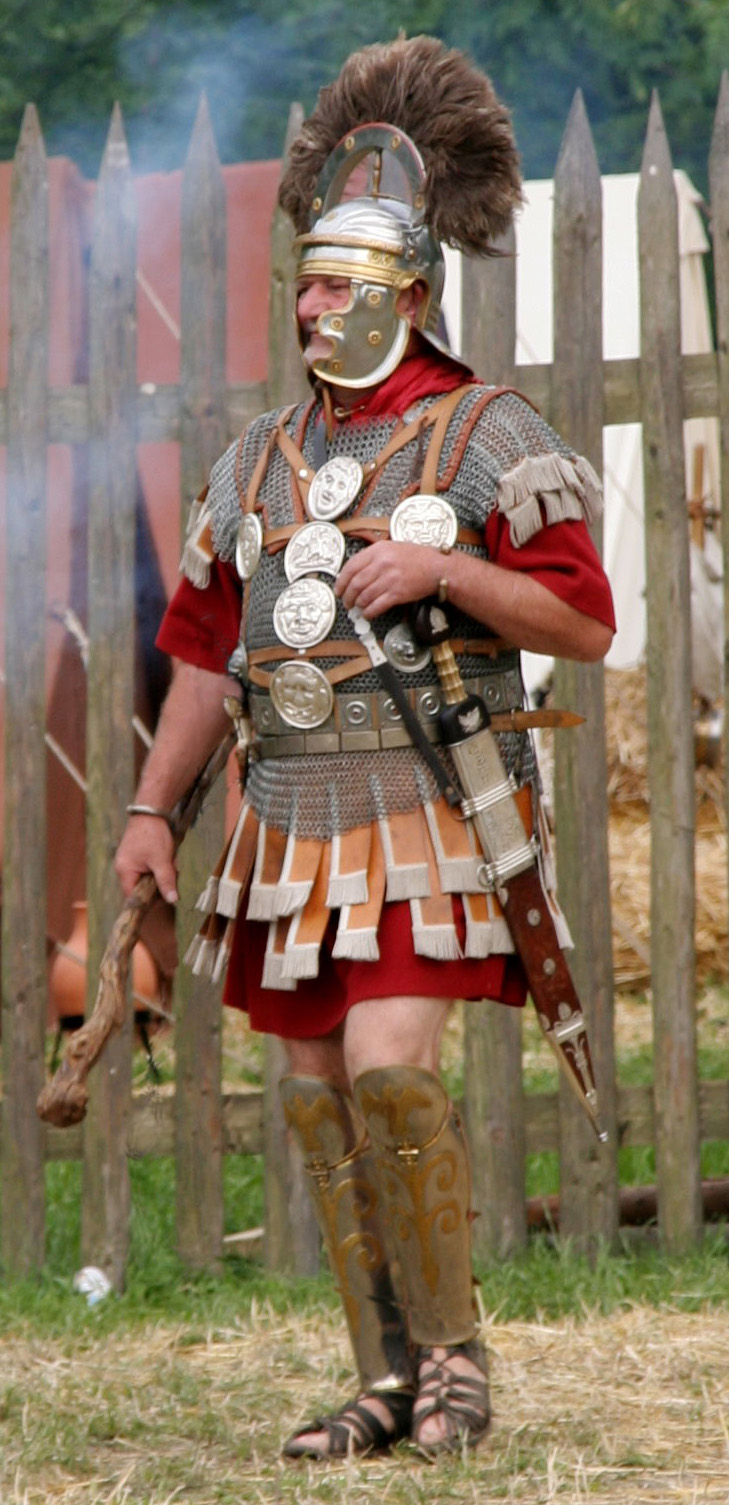
手执藤条权杖的罗马百夫长

百夫长（英語：Centurion）是罗马军团中的职业军官，平时负责训练，战时负责指挥。大部分百夫长都各自领导一个百人队，但是也有较高等级的百夫长会领导一个步兵队，或者在军团中担任高级参谋的角色。
百夫长这个名称来自于他们所领导百人队。百人队在罗马军队一直是一个很重要的编制，其历史可以追溯到前6世纪的罗马王政时代。如同其名称一样，百人队最初大约由100人组成。后来百人队又变为了由60人组成，两个百人队组成一个小队（Manipulus），其中一个有较高的权威。在马略改革后，标准的百人队编制又变为80人。

## 角色和职责
百夫长的职位提升大致是这样的：百夫长们首先开始领导一个100人（后来变为60人以及最后变为80人）的百人队。随着资历的提升，他们开始领导所在步兵大队中更重要的百人队，然后是领导这个大队。最优秀的百夫长们会被提升为所在军团最英勇善战的士兵所组成的第一步兵大队的十个百人队（其他大队只有六个百人队）的百夫长（拉丁語：Primi Ordines，意为第一级），并且担当参谋的角色。每个军团最高级的百夫长就是第一步兵队的第一百人队的队长——首席百夫长（Primus Pilus，意为第一排），这一职位是普通士兵所能获得的第二高职位。
所有的百夫长，无论级别多高，都不属于骑士阶层，但是首席百夫长被准许在退休后进入骑士阶层，同时所有的百夫长都拥有直接从属于自己的百人队。百夫长们还能够在行军时骑马，并且假如被允许结婚的话，他还能接家小来军团驻地同住。
在一个完整的罗马军团中，只有8名军官的级别高于首席百夫长：指挥军团的军团长（Lēgātus Legiōnis），由执政官、皇帝或者元老院指定任命的高级军事保民官（Tribunus Taticlavus），负责管理器械和营造工作的宿营长 （Praefectus Castrorum）(普通士兵所能获得的最高职位，由首席百夫长晉升)，以及5名来自骑士阶层的主要负责军团行政事务和战术指挥任务的低级保民官（拉丁語：Tribūnī Angusticlāviī）。
在现代军队体系中，“百夫长”这一称呼其实涵盖了很多不同级别的军衔。普通的百人队指挥官相当于今日的中尉或上尉，领导步兵大队的较高级百夫长的军衔则相当于中校，而具有高级参谋角色的首席百夫长则相当于今日的上校。
在战斗中，百夫长的作战位置一般在百人队方阵的右前方，领导、鼓舞所在部队，并与其并肩作战且身先士卒，向战友及敌人展示与其所获得的军衔相匹配的勇气与技能，再加上其与众不同的服饰，因此百夫长们的伤亡往往与军团整体伤亡数字相比不成比例。例如格奈乌斯·庞培和恺撒之间著名的法萨卢斯战役中，恺撒的部队中有30名百夫长阵亡，占百夫长总数的8%，而阵亡士兵却只占士兵总数的1%。
在百夫长之下的则是军事特别助理（Optio，意为被选择），此人是百夫长从所属百人队挑选出来的百人队二号重要角色，但不属于军官。
百夫长负责他所领导的百人队或步兵大队，同时他还要负责军团士兵的训练工作。在执行这项工作时，他们经常表现出冷酷的一面，并且会对犯错的士兵作出毫不留情的惩罚。作为指挥官，百夫长有权对自己的部下予以奖惩。惩罚的措施可能会非常严厉，有时还包括死刑。当罗马军队面对艰苦局面时，百夫长们残苛的训练以及严厉的惩罚措施使得部队军纪严明，并能够在面对多于自己的敌人时取得战斗的胜利。
但是，百夫长们自己也可能因诸如执勤时睡觉、擅离驻地或者未能给予士兵足够的训练这样的过错而被上司惩罚。如果某个百夫长因此类行为被判有罪的话，他也可能像他手下的普通士兵一样被处以死刑。对于别的过错的惩罚措施还包括各种耻辱的刑罚，例如命令其或不带佩剑着便服、或手持量地造营房用的杆棒甚或堆土筑垒用的泥巴在统帅帐前站一整天（丈量、修筑营垒都是普通士兵而不是百夫长的职责）。

## 制服
罗马军团的百夫长们可以通过其服饰予以区分：他们的铠甲是银色的，短剑置于身体左侧而不是右侧，而身体右侧则可能会放置匕首，腿上有护胫。由于在作战行进时也要位于百人队中，他们也要执盾。百夫长最为显著的标志是他们头顶上的马毛或羽毛装饰，与其他普通士兵不同的是，他们的饰板是横排的而不是纵列。即使新式的多层罗马片甲在1世纪投入使用后，百夫长们仍然穿着旧时的锁子甲，通常他们还会在胸前或者其他显著位置佩戴奖章获或者其他装饰物以向其战友以及敌人彰显其英勇。百夫长们还会拿着一根通常是藤制的短权杖（拉丁語：vītis）作为其权力象征，并在训练时用以鞭打士兵。
|  |  |  |

## 成为百夫长的条件
要想成为百夫长的人必须满足很多限制条件，首先他必须先获得数位重要人物的推荐信。因此，结交、巴结或者依附于某些重要的元老，有时甚至是执政官或者皇帝本人可能对于想要谋求百夫长职位的人而言大有益处。

### 年龄限制
成为百夫长的人必须年满30岁，换言之，假如他16岁进入军队，那么此人大半生的时间都在军队中摸爬滚打，已经积累了足够的经验来领导其属下。

### 社会地位
由于前述候选人需要重要人物推荐信的原因，拥有较好社会关系是候选人的必备条件，而来自较高阶层的候选人更可能具备此类条件，因而也更容易成为百夫长。

### 受教育程度
百夫长的一个重要任务就是将其上级指挥官的书面命令传达给手下的兵士，因此他必须具有最起码的读写能力。此外，由于某些时候高级百夫长还兼具参谋职责，因此受教育程度越高的人，成为百夫长的可能性也就越大。